# Aire de repos (nouvelle)
Aire de repos (titre original : Rest Stop) est une nouvelle de Stephen King publiée pour la première fois en 2003 dans le magazine Esquire, puis incluse dans le recueil Juste avant le crépuscule en 2008.

## Résumé
John Dykstra est un professeur d'anglais de Sarasota qui écrit des romans noirs à succès sous le pseudonyme de Rick Hardin. Alors qu'il rentre chez lui par l'Interstate 75 après une réunion littéraire, il s'arrête sur une aire de repos afin de soulager un besoin naturel. Mais, arrivé aux toilettes, il entend un homme se disputer violemment avec une femme, puis lui donner des coups. Dykstra se demande ce qu'il doit faire. Pas assez courageux pour intervenir, il s'apprête à partir quand lui vient l'idée de faire appel à son alter ego littéraire.
Hardin attire l'homme dehors en déclenchant son alarme de voiture et le frappe avec un démonte-pneu. Après avoir mis l'homme à terre et ordonné à sa femme de partir avec leur voiture, il doit se retenir pour ne pas amocher encore plus le mari violent. Finalement, après l'avoir menacé de le retrouver s'il lui venait l'idée de se venger sur sa femme, il s'en va à son tour. Peu après, sa personnalité de Dykstra reprend le dessus et il vomit. Dykstra rentre chez lui et retourne à sa vie.

## Distinctions
Aire de repos a remporté le National Magazine Award de la meilleure fiction 2004.